# S.F.W.
《S.F.W.》(영어: S.F.W. 또는 영어: So Fucking What)는 미국에서 제작한 1994년 블랙 코미디 영화이다. 앤드루 웰먼이 1991년에 펴낸 동명 소설에 기초해 각색하고 제프리 레비가 연출한 이 영화에는 스티븐 도프, 리스 위더스푼, 제이크 뷰시 등이 출연하였다.

## 줄거리
클리프 스팹과 친구 조 다이스는 저녁에 맥주를 사러 나갔다 테러리스트에게 붙잡혀 인질이 된다. 자신들을 "스플릿 이미지"라고 칭하는 이 테러 집단은 비디오 카메라로 인질들을 녹화한다. 몇 달 동안 이 테러 집단이 경찰에 요구해온 것은 "직접 촬영한 영상이 전 세계에 방영되게 하라. 그렇지 않으면 인질을 죽이겠다"는 협박성 요청이었다.
인질 중 두 사람이 죽자 클리프와 조 그리고 10대 소녀인 웬디 피스터만 남게 된다. 36일이 지나자 클리프는 죽게 될 거라고 체념하고 계속해서 "So fucking what?(→X나 어쩌라고?)"라는 말을 한다. 이 영상이 언론에 공개되면서 그의 말은 젊은이들 사이에서 유행어가 된다.
후에 클리프는 어깨에 총을 쏴 조를 실수로 죽이고 자유를 쟁취하게 된다. 이 소식으로 그는 웬디를 구하고 테러리스트를 죽인 영웅으로 칭송을 받는다. 클리프 자신은 정작 편치 않은 감정을 느낀다. 취재진이 밀려들어 정원 앞까지 들어와 곧 집안에 들이닥칠 태세임에도 소심하게 반응하는 어머니와 방관하는 아버지를 보고서 클리프는 집에서 나와버린다. 곧 그는 자신의 삶이 결코 그날 저녁 편의점으로 나가기 전으로 돌아갈 수 없음을 깨닫게 된다.
후에 클리프는 패스트푸드점에서 일하면서 계속 방황하던 중 다시 학교에 나가게 되고 우연히 웬디를 만난다. 끔찍한 기억에 대해 말하기 싫었던 웬디는 처음엔 클리프를 외면하지만 서서히 마음을 열고, 이후 두 사람의 관계가 발전하는 모습이 다뤄진다.

## 출연
- 스티븐 도프 - 클리프 스팹 역
- 리스 위더스푼 - 웬디 피스터 역
- 제이크 뷰시 - 모로 스트리터 역
- 조이 로런 애덤스 - 모니카 다이스 역
- 패멀라 기들리 - 재닛 스트리터 역
- 데이비드 배리 그레이 - 스콧 스팹 역
- 잭 노즈워디 - 조 다이스 역
- 리처드 포트노 - 제럴드 파슬리 역
- 앰버 벤슨 - 바버라 "뱁스" 와일러 역
- 토비 매과이어 - 앨 역
- 오순택 - 밀트 모리스 역